# Галеаццо I Вісконті
Галеаццо I (*Galeazzo I, 21 січня 1277 — 6 серпня 1327) — граф і синьйор Мілану в 1322—1327 роках.

## Життєпис
Походив з династії Вісконті. Син Маттео I, капітано-дель-пополо Мілана, та Бонакози Боррі. Про молоді роки нічого невідомо. У 1298 році призначено подестою міста Новара. Перебував на цій посаді до 1299 року. 24 червня 1300 одружився з донькою синьйора Феррари. Після вигнання роду Вісконті з Мілана у 1302 році Галеаццо знайшов притулок у Феррарі при дворі д'Есте. Там він прожив до 1311 року і там народилися його діти.
1311 року його батько відновив свою владу над Міланом за допомогою імператора Генріха VII Люксембурга. Галеаццо був призначений синьйором міста Плезанче.
У 1321 році втратив матір. Того ж року активно воював проти ворогів Вісконі, взявши в облогу Крему та Кремону, а потім захопив Лоді та П'яченцу. У травні 1322 році батько передав йому владу над Міланом. Він помер через місяць. Галеаццо I було обрано на посаду капітано-дель-пополо. У грудні народної асамблеєю проголошений синьйором Мілана. Але того ж року вимушений був залишити місто через повстання двоюрідного брата Лодрісіо Вісконті. Втім, незабаром того ж року при підтримці імператора Людовика IV Віттельсбах переміг війська Лодрісіо та папи римського Іоанн XXII.
У 1327 році молодший брат Галеаццо I — Марко, подеста Олександрії, звинуватив його в зраді імператору Людовику IV, переході на бік папи римського та вбивстві брата Стефана. Імператор повалив Галеаццо I, захопивши того в м. Монца, і відправив до в'язниці разом з братами Джованні і Лукіно. Після звільнення в березні 1328 року мешкав у м. Лукка при дворі Каструччіо Кастракані. Помер у містечку Пеша в серпні того ж року. Але його син Аццо зумів повернути владу родині.

## Родина
Дружина — Беатріче, донька Обіццо II Есте, синьбйора Феррари і Модени.
Діти:
- Аццо (1302—1339), синьйор Мілану у 1328—1329 роках
- Рікарда (1304—1361), дружина Томаса II, маркграфа Салуццо

2. Коханка
Діти:
- Катерина, дружина Алаоне Спінола, генуезького аристократа